# Аббасов, Тофик Абасович
Тофик Абасович Аббасов (азерб. Tofiq Abbas oğlu Abbasov; 13 июля 1949, Сумгаит — 4 декабря 2024, Турция) — советский футболист, полузащитник. Тренер.
Начинал играть в клубе «Полад» Сумгаит. В 1968 году выступал за дубль «Нефтчи» Баку. В 1969—1970 годах за «Полад» в 64 играх забил 10 голов. В 1970 году снова играл за «Нефтчи», за который в 1971—1979 годах провёл 242 матча, забил 36 голов, в том числе в высшей лиге (1971—1972, 1977—1979) — 101 матч, 9 голов. В 1979 году выступал за «Хазар» Ленкорань, в 1980—1981 годах — за «Араз» Нахичевань.
Работал старшим тренером в клубах «Гянджлик» Баку (1985—1986), «Восход» Сумгаит (1987), «Гёязань» Казах (1988—1992).
Умер 4 декабря 2024 года от сердечного приступа в Турции в возрасте 75 лет.